# Paul Tripier
Pour les articles homonymes, voir Tripier.
Paul Tripier, né le 17 septembre 1921 à Valenciennes et Mort pour la France le 19 juin 1944 à Radicofani, est un militaire et résistant français, Compagnon de la Libération. 

## Biographie

### Jeunesse et engagement
Paul Tripier naît le 17 septembre 1921 à Valenciennes. Après sa scolarité, il décide de s'engager dans l'armée et passe le concours d'entrée à l'école spéciale militaire de Saint-Cyr au moment où éclate la seconde guerre mondiale. 

### Seconde Guerre mondiale
Le 18 juin 1940, alors qu'il attend les résultats du concours, il prend connaissance de l'appel du général de Gaulle. Plutôt que de patienter encore quelques jours pour s'assurer une carrière d'officier, il décide immédiatement de se rallier à la France libre. Embarqué à Bayonne le 20 juin, il parvient à Gibraltar d'où il part pour arriver en Angleterre,. Le 15 juillet, il s'engage dans les forces françaises libres et est affecté au bataillon de chasseur stationné à Aldershot puis à Camberley. Après une période de formation et d'entraînement, Paul Tripier est promu caporal en mai 1941 et est envoyé à Brazzaville où il arrive en octobre suivant. Alors qu'il lui est proposé de suivre les cours d'élève-officier, il demande à servir immédiatement dans une unité combattante,. Il est donc affecté au Régiment de tirailleurs sénégalais du Tchad (RTST),. Engagé dans la guerre du désert en Libye après avoir été prmou caporal-chef, il se distingue en tant que chef de pièce anti-aérienne par l'efficacité de ses tirs et obtient une citation à l'ordre de la division,. 
Il se distingue ensuite lors de la campagne de Tunisie, notamment le 24 mars 1943 en coupant la retraite d'une colonne allemande sur le Djebel El Matled, puis le 10 mai en s'emparant d'une mitrailleuse ennemie sur le Djebel Garci après avoir éliminé ses trois servants. Promu sergent à l'issue de cette campagne, il est affecté au groupe nomade du Borkou du RTST jusqu'en août 1943 puis est promu aspirant. En août 1943, lorsque les cadres européens du RTST sont sélectionnés pour former le noyau du nouveau Régiment de marche du Tchad, Paul Tripier préfére rester avec ses hommes africains et est muté au bataillon de marche no 24 de la 1re division française libre,. Il stationne un an en Tunisie avec son unité puis débarque près de Naples en avril 1944 pour participer à la campagne d'Italie. Après avoir pris part à la bataille du Garigliano, il est engagé dans les combats autour de Radicofani,.
Le 19 juin 1944 sur les pentes du Poggio Crispino, dans le hameau de Fonte Vetriana près de Radicofani, Paul Tripier est tué par des éclats d'obus qui le touchent à la poitrine,. D'abord inhumé à Rome, il est ensuite rapatrié et ré-inhumé au cimetière du Père-Lachaise à Paris.

## Décorations
|  |  |  |
|  |  |  |
|  |  |  |

| Chevalier de l'Ordre de la Légion d'Honneur                        | Chevalier de l'Ordre de la Légion d'Honneur                        | Chevalier de l'Ordre de la Légion d'Honneur                        | Compagnon de la Libération Par décret du 20 novembre 1944 | Compagnon de la Libération Par décret du 20 novembre 1944 | Compagnon de la Libération Par décret du 20 novembre 1944 | Médaille militaire                                            | Médaille militaire                                            | Médaille militaire                                            |
| Croix de guerre 1939-1945 Avec une étoile d'argent                 | Croix de guerre 1939-1945 Avec une étoile d'argent                 | Croix de guerre 1939-1945 Avec une étoile d'argent                 | Médaille de la Résistance française                       | Médaille de la Résistance française                       | Médaille de la Résistance française                       | Croix du combattant volontaire Avec agrafe "Guerre 1939-1945" | Croix du combattant volontaire Avec agrafe "Guerre 1939-1945" | Croix du combattant volontaire Avec agrafe "Guerre 1939-1945" |
| Médaille coloniale Avec agrafes "Fezzan-Tripolitaine" et "Tunisie" | Médaille coloniale Avec agrafes "Fezzan-Tripolitaine" et "Tunisie" | Médaille coloniale Avec agrafes "Fezzan-Tripolitaine" et "Tunisie" | Médaille commémorative française de la guerre 1939-1945   | Médaille commémorative française de la guerre 1939-1945   | Médaille commémorative française de la guerre 1939-1945   | Médaille commémorative de la campagne d'Italie                | Médaille commémorative de la campagne d'Italie                | Médaille commémorative de la campagne d'Italie                |